# Isola Black
L'isola Black (o isola Nera) è una piccola isola vulcanica disabitata delle isole Andreanof, nell'arcipelago delle Aleutine, e appartiene all'Alaska (USA). Si trova ad ovest di Adak in una baia della parte nord dell'isola Ringgold.